# Samuel Wendell Williston
Samuel Wendell Williston (Boston, 10 juli 1851 - Chicago, 30 augustus 1918) was een Amerikaanse docent, entomoloog en paleontoloog, die als eerste suggereerde dat vogels het vermogen tot vliegen ontwikkelden door te rennen, in plaats van in bomen (door van boom tot boom te springen). Hij was een vliegenspecialist van Diptera.
Hij wordt herinnerd vanwege de wet van Williston, die stelt dat delen in een organisme, zoals geleedpotige ledematen, in aantal worden verminderd en gespecialiseerd raken in functie door de evolutionaire geschiedenis heen.

## Jeugd
Williston werd geboren in Boston, Massachusetts als zoon van Samuel Williston en Jane A. Williston-Turner. Als jong kind reisde Willistons familie in 1857 naar Kansas Territory onder auspiciën van de New England Emigrant Aid Company om de uitbreiding van de slavernij te bestrijden. Hij groeide op in Manhattan, ging daar naar de openbare middelbare school en studeerde in 1872 af aan het Kansas State Agricultural College (nu Kansas State University), waarna hij een Master of Arts ontving van die instelling.
In 1874 ging hij op zijn eerste veldfossielenjachtexpeditie voor Othniel Charles Marsh aan de Yale University onder het mentorschap van Benjamin Franklin Mudge. Hij leidde zijn eerste expeditie in 1877. Met Mudge ontdekte Williston de eerste fossielen van de dinosauriërs Allosaurus en Diplodocus. Hij stond bekend om het nauwgezet illustreren van de vondsten. In 1880 schreef hij zich in aan de Yale University, waar hij een aantal jaren een postdoctorale student en faculteitslid was. Rond deze tijd stelde hij het eerste expliciete model voor waarin de vogelvlucht zich van de bodem af ontwikkelde (dat wil zeggen dat dinosauriërs het vermogen tot vliegen ontwikkelden door over de grond te rennen in plaats van uit bomen te springen).
Williston keerde in 1890 terug naar Kansas om een functie te aanvaarden op de faculteit van de University of Kansas als hoogleraar geologie en anatomie. In 1899 werd hij daar benoemd tot eerste decaan van de nieuwe School of Medicine. Hij was ook lid van de staatsraden van gezondheids- en medische examinatoren. In 1902 verliet Williston Kansas weer en aanvaardde de leerstoel paleontologie aan de University of Chicago.
Williston was een fellow van de Geological Society of America en buitenlandse correspondent voor de London Geological and Zoölogical Society. Hij was voorzitter van de Kansas Academy of Science en in 1903 werd hij voorzitter van de Society of Vertebrate Paleontology. Hij was de auteur van verschillende boeken en het Smithsonian Institution beheert nu een schenkingsfonds op zijn naam.

## Werk aanDiptera
Hoewel hij nooit als professionele entomoloog werkzaam was, was Samuel W. Williston sinds 1915 lid van de Entomological Society of America en was hij een bekende specialist op het gebied van taxonomie en systematiek van vliegen (Diptera). Hij werd de eerste Noord-Amerikaanse specialist in deze groep, publiceerde meer dan vijftig boeken en artikelen en benoemde meer dan 1250 soorten. Zijn bekendste werken waren de drie edities van de Manual of North American Diptera (1888, 1896, 1908).

## De wet van Williston
Williston merkte op dat in de loop van de evolutie de modulaire en serieel herhaalde delen die diergroepen onderscheiden, trends in aantallen en soorten vertoonden. Oude gewervelde dieren werden bijvoorbeeld gekenmerkt door muilen die grotendeels vergelijkbare tanden bevatten, terwijl recente gewervelde dieren worden gekenmerkt door muilen met verschillende soorten tanden, aangepast voor bijten, scheuren en samenpersen van voedsel; verschillen kenmerkten uiteindelijk verschillende diëten, waarbij carnivoren snijtanden, hoektanden en scheurkiezen droegen, en grazers die voornamelijk kiezen droegen. In 1914 verklaarde Williston dat het ook een wet is in de evolutie dat de delen in een organisme de neiging hebben om in aantal te verminderen, waarbij de minder delen sterk gespecialiseerd zijn in functie. Empirische studies hebben deze generalisatie echter niet altijd bevestigd. Een studie van de evolutie in het aantal branchiostegale stralen bij Osteichthyes heeft bijvoorbeeld geen algemene trend naar reductie ondersteund. In plaats daarvan vertoont deze reeks elementen een vroeg burst-patroon (snelle evolutie in het begin van de geschiedenis van de groep, gevolgd door een afname van de evolutiesnelheid).

## Overlijden
Samuel Wendell Williston overleed in augustus 1918 op 67-jarige leeftijd.